# Slagvapen
Slagvapen är handhållna närstridsvapen som ökar armens och handens slagförmåga och är avsedda för utdelning av slag. Exempel är allt från knogjärn, batong, påk, stridsklubba och stridshammare till tillhyggen såsom slagträ, hammare, rörtång, järnrör och virke med mera.
Inom datorspel brukar ”slagvapen” (engelska: melee weapons) vardagligen avse alla former av närstridsvapen som kräver direktkontakt för verkan, det vill säga antonymen till projektilvapen och dito. Därtill räknas även blank- och stötvapen till slagvapen.